# Toninho Cecílio
Toninho Cecílio (Avaré, 22 mei 1967) is een voormalig Braziliaans voetballer.